# Afrotyphlops rondoensis
Afrotyphlops rondoensis är en ormart som beskrevs av Loveridge 1942. Afrotyphlops rondoensis ingår i släktet Afrotyphlops och familjen maskormar. Inga underarter finns listade i Catalogue of Life.
Denna orm förekommer sydöstra Tanzania. Arten lever i kulliga områden vid 800 meter över havet. Afrotyphlops rondoensis vistas i savannlandskapet Miombo ofta vid skogskanter. Honor lägger ägg.
Det är inget känt om populationens storlek och möjliga hot. IUCN listar arten med kunskapsbrist (DD).